# ダリス・ラヴ
ダリス・ラヴ（Darris Love、1980年4月26日 - ）は、アメリカ合衆国の俳優。

## 出演作品
- ＣＳＩ：８　科学捜査班
- ＣＳＩ：７　科学捜査班
- WITHOUT A TRACE／FBI 失踪者を追え！ シーズン4
- NYPD BLUE　～ニューヨーク市警15分署 シーズン8
- 栄光へのダンクシュート
- おまかせアレックス
- シュランケン・ヘッド／アメリカの怪談